# Sonnewalde
Sonnewalde (er en by i landkreis Elbe-Elster i den tyske delstat Brandenburg.